# Rodel vid olympiska vinterspelen 1972
Rodel vid olympiska vinterspelen 1972

## Herrsingel
| Medalj | Åkare                           | Tid     |
| Guld   | Wolfgang Scheidel (Östtyskland) | 3.27,58 |
| Silver | Harald Ehrig (Östtyskland)      | 3.28,39 |
| Brons  | Wolfram Fiedler (Östtyskland)   | 3.28,73 |

## Herrdubbel
| Medalj | Åkare                                                | Tid     |
| Guld   | Horst Hörnlein, Reinhard Bredow (Östtyskland)        | 1.28,35 |
| Guld   | Paul Hildgartner, Walter Plaikner (Italien)          | 1.28,35 |
| Brons  | Klaus-Michael Bonsack, Wolfram Fiedler (Östtyskland) | 1.29,16 |

Det delade guldet fick det internationella rodelförbundet (FIL) att inleda tidtagning med  1/1000 sekund på alla konstfrusna banor. Ingen tävling avgjordes dock med 1/1000 sekunder under olympiska vinterspelen, världsmästerskapen eller Europamästerskapen förrän under Europamästerskapen 2008, då Italien och Tyskland slogs om bronset.

## Damsingel
| Medalj | Åkare                           | Tid     |
| Guld   | Anna-Maria Müller (Östtyskland) | 2.59,18 |
| Silver | Ute Rührold (Östtyskland)       | 2.59,49 |
| Brons  | Margit Schumann (Östtyskland)   | 2.59,54 |

## Medaljställning
| Pl. | Nation      | Guld | Silver | Brons | Totalt |
| --- | ----------- | ---- | ------ | ----- | ------ |
| 1   | Östtyskland | 3    | 2      | 3     | 8      |
| 2   | Italien     | 1    | 0      | 0     | 1      |